# ستايسي لندن
ستايسي لندن (بالإنجليزية: Stacy London)‏ هي مقدمة تلفزيونية ومؤلفة وصحفية أمريكية، ولدت في 25 مايو 1969 في Carroll Gardens, Brooklyn ‏ في الولايات المتحدة.

## وصلات خارجية
- ستايسي لندن على موقع IMDb (الإنجليزية)
- ستايسي لندن على موقع ألو سيني (الفرنسية)
- ستايسي لندن على موقع إن إن دي بي (الإنجليزية)
- ستايسي لندن على موقع قاعدة بيانات الفيلم (الإنجليزية)
- ستايسي لندن على موقع كينوبويسك (الروسية)